# Pomnik „Golgota Polski” w Zielonej Górze
Pomnik „Golgota Polski” w Zielonej Górze – pomnik upamiętniający ofiary polskiej golgoty Wschodu, m.in. Sybiru i zbrodni katyńskiej, koncepcji prof. Konrada Stawiarskiego, powstały w 2000 na wydzielonej części cmentarza komunalnego będącego Nekropolią Ofiar Faszyzmu i Komunizmu w Zielonej Górze. Odsłonięty przez marszałka sejmu Macieja Płażyńskiego w 61. rocznicę napaści ZSRR na Polskę.

## Historia powstania

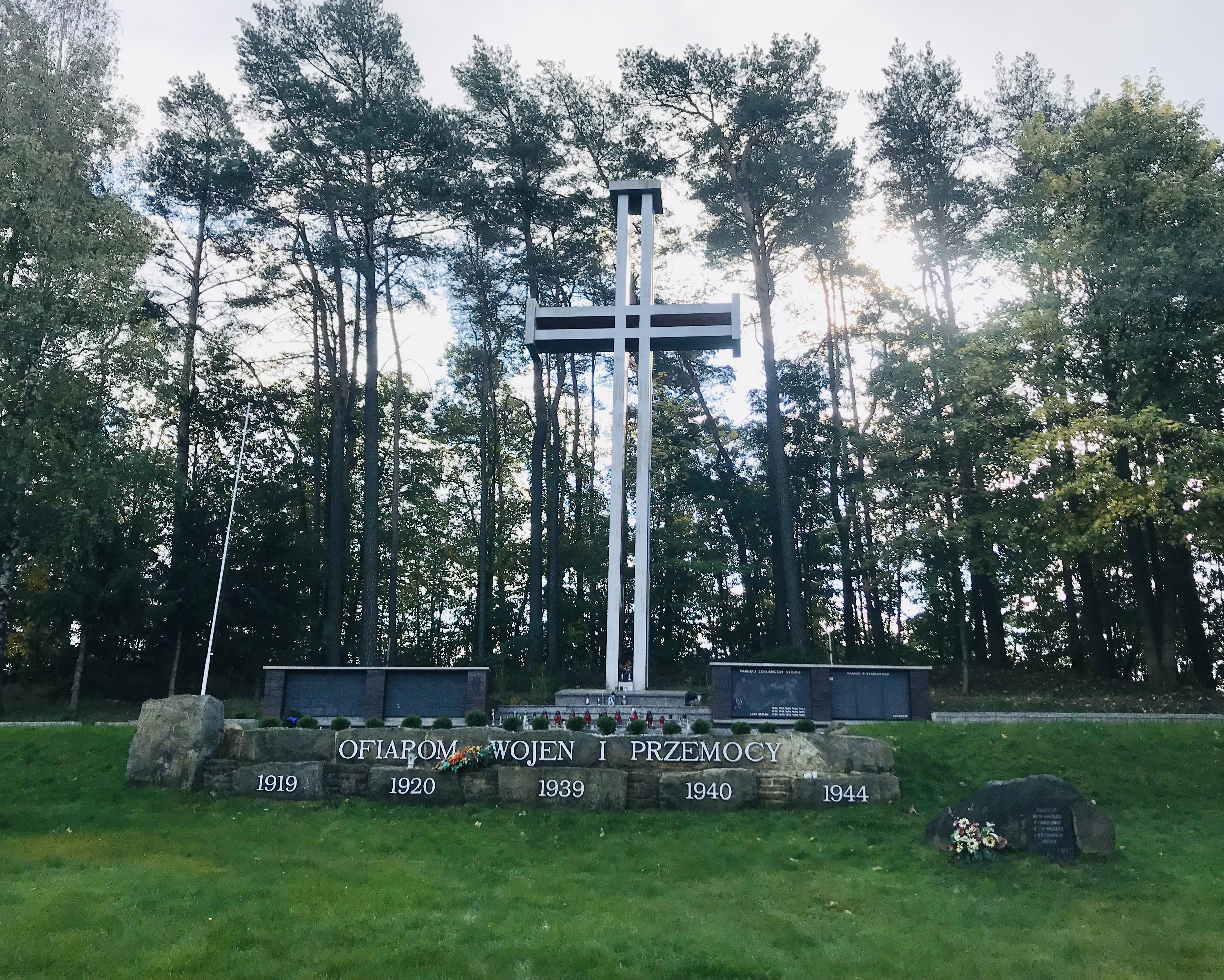
15-metrowy krzyż na cmentarzu komunalnym

Idea upamiętnienia ofiary golgoty Wschodu w Zielonej Górze zrodziła się w 1991, kiedy to staraniem mec. Waleriana Piotrowskiego na części cmentarza 27 października 1991 powstał ważący 17 ton 15-metrowy stalowy krzyż, wykonany przez Fabrykę Wagonów Zastal. Jego poświęcenia 1 listopada 1991 dokonał biskup gorzowski bp Józef Michalik. Wówczas Bogusław Baj – prezes Lubuskiego Związku Sybiraków, prof. Jan Konrad Stawiarski wiceprezes Związku oraz opiekun architektoniczny tego miejsca, Włodzimierz Bogucki – prezes Lubuskiej Rodziny Katyńskiej, mec. Walerian Piotrowski oraz ks. prał. Konrad Herrmann uzyskali od władz miejskich zgodę na wydzielenie działki z cmentarza komunalnego na Nekropolię Ofiar Faszyzmu i Komunizmu. Zamierzali upamiętnić tych, których miejsca spoczynku są nieznane. Na pomnik zbierano głazy różnej wielkości przez trzy lata.

## Opis
Pomnik przedstawia ułożony z monumentalnych głazów wizerunek orła z jagiellońską koroną i symbolizuje wydobycie się godła narodowego z ziemi. Górująca nad nim Golgota Wschodu to 15 symboli funeralnych wbitych w ziemię (tyle, ile stacji drogi krzyżowej włączając zmartwychwstanie). Są krzyże katolickie, prawosławne, protestanckie. Stoi żydowska macewa i tatarski kurhan zwieńczony półksiężycem. Na kamieniach pomiędzy numerami stacji drogi golgoty wypisane są nazwy głównych miejsc zsyłek i kaźni Polaków: Kozielsk, Omsk, Uralsk, Wołogda, Magadan, Penza, Starobielsk, Charków, Tomsk, Nachodka, Kołyma, Workuta, Ostaszków, Miednoje, Twer, Kamczatka, Kokczetawa. Pomnik wieńczy kilkumetrowy krzyż z napisem: „Golgota Polski”, u dołu którego widnieją dużych rozmiarów daty: 1939-1956. Na jednym z kamieni ustawiony jest wizerunek polskiego orła wojskowego.

## Lokalizacja
Pomnik jest częścią Nekropolii Ofiar Faszyzmu i Komunizmu na cmentarzu komunalnym w Zielonej Górze.